# 心叶琉璃草
心叶琉璃草是紫草科倒提壶属的植物，为中国的特有植物。分布在中国大陆的四川、云南等地，生长于海拔2,500米至3,100米的地区，多生长在阴湿山坡及松林下，目前尚未由人工引种栽培。